# Gabriel García del Alcázar
Gabriel García del Alcázar (Quito, 10 de enero de 1870-Ibidem, 22 de agosto de 1931) fue un terrateniente y guerrillero conservador ecuatoriano.

## Biografía
Gabriel García del Alcázar nació en la ciudad de Quito el 10 de enero de 1870. Fue hijo del matrimonio conformado por el expresidente Gabriel García Moreno, Duque de la Santa Fe (pontificio), Gran Collar de la Orden de Pio IX y su segunda esposa Mariana del Alcázar.
Era descendiente por vía materna de los condes de la Marquina y los marquéses de Maenza (antiguas familias nobiliarias de la Real Audiencia de Quito). Por vía paterna era sobrino de don Juan Ignacio Moreno y Maisanove (Ciudad de Guatemala, 24 de noviembre de 1817-Toledo, 28 de agosto de 1884) jurista, senador y teólogo español, miembro del Tribunal de la Rota española, Cardenal Arzobispo de Valladolid y Cardenal Arzobispo Primado de Toledo, de don Teodoro Moreno y Maisonnave, Conde de Moreno, Caballero de la Orden de Montesa. Descendiente de la Casa de Butrón por la rama Morán de Butrón, linaje de la nobleza feudal de la Corona de Castilla, descendiente directo de la casa de Haro, la casa de Borgoña y por esta línea familiar de los monarcas de los reinos de Asturias, Castilla, León, Aragón, Navarra, Portugal, la dinastía de los Capetos de Francia, la dinastía Hohenstaufen de Alemania, la casa de Plantagenet de Inglaterra, la casa de Normandía y la casa de Uppsala.
El infante García del Alcázar recibió la educación primaria en los establecimientos dirigidos por los Hermanos de las Escuelas Cristianas y en 1881 inició la educación secundaria en el Colegio San Gabriel de Quito para posteriormente estudiar jurisprudencia en la Universidad de Quito; sin embargo el cuidado y la administración de las haciendas de su madre no le permiten obtener el título de doctor en jurisprudencia.
El estallido de la revolución liberal de 1895 en Guayaquil contra el gobierno del presidente Vicente Lucio Salazar, produce en Quito el reclutamiento de voluntarios para hacer frente a los rebeldes liberales que liderados por el general Eloy Alfaro subían a conquistar la capital (Quito). Entre los voluntarios se encontraba Gabriel García del Alcázar, que combatió en el ejército gobiernista que fue derrotado en la batalla de Gatazo (14 de agosto de 1895).
Llegado a Quito, Eloy Alfaro asumiendo el poder político como dictador ordena el arresto de Gabriel García del Alcázar, sin embargo este logró fugar y esconderse en la Hacienda Guachalá (propiedad protegida por el gobierno de la República del Perú).
En 1896 se produce el levantamiento armado del Partido Conservador contra la dictadura liberal organizando García del Alcázar a sus peones como guerrilleros que logran conquistar la ciudad de Latacunga, sin embargo la desorganización producida por los líderes de las diferentes guerrillas conservadoras hacen que García del Alcázar regrese a esconderse en sus propiedades hasta 1901 que el nuevo gobierno del general Leonidas Plaza declara una amnistía general.
Alejado de toda actividad política, Gabriel García del Alcázar se dedicaría exclusivamente a la administración de sus haciendas particulares (herencia de su madre) y en llevar una vida dedicada a la oración, penitencia y limosnas hasta su fallecimiento en su ciudad natal, soltero y sin descendencia el 22 de agosto de 1931 producto de un derrame cerebral.